# أنت رهن الاعتقال

أنت رهن الاعتقال (باليابانية: 逮捕しちゃうぞ) مانغا سينن يابانية من تأليف ورسم كوسكي فوجيشيما. ومن نشر دار كودانشا من عام 1986 إلى 1992. اقتبست المانغا إلى ثلاث مسلسلات أنمي تلفزيونية، وثلاث حلقات أوفا، وفيلم أنمي، كلها من إنتاج ستوديو دين. واقتبس ايضاً إلى مسلسل دراما ياباني.

## القصة
تدور القصة حول الشرطيتين ميوكي كوباواكاوا وناتسومي تسوجيموتو في مواجهتهما اليومية للجرائم والمشكلات في جو كوميدي مثير. على الرغم من أن الشرطيتين في فريق واحد، إلا ان لكل واحدة منهما طبيعة مختلفة تمام الاختلاف عن الأخرى. ونقطة التشابه الوحيدة بينهما هو سعيهما لمحاربة الجريمة ونشر العدالة بأي ثمن كان.

## الشخصيات
- ميوكي كوباواكاوا (باليابانية: 小早川 美幸)

مؤدي الصوت: أكيكو هيراماتسو.
- ناتسومي تسوجيموتو (باليابانية: 辻本 夏実)

مؤدي الصوت: ساكيكو تاماغاوا.

## روابط خارجية
- أنت رهن الاعتقال على موقع ANN manga (الإنجليزية)